# Catherine O'Hara
Catherine Anne O'Hara poznatija kao Catherine O'Hara (Toronto, 4. ožujka 1954.), kanadsko-američka je glumica irskog podrijetla. 

## Životopis
Rođena je 1954. godine u Torontu u brojnoj katoličkoj obitelji irskog podrijetla. Glumom se bavi od 1973. godine. Udana je za američkog filmskog dizajnera i redatelja Bo Welcha s kojim ima dva sina, Matthewa rođenog 1994. godine i Lukea rođenog 1997. godine. Hrvatskoj javnosti najpoznatija je po ulozi Kate McCallister u filmovima Sam u kući i Sam u kući 2: Izgubljen u New Yorku i u filmu Kako preživjeti Božić po ulozi Christine Valco. Posuđivala je i glasove u crtanim filmovima kao što su Pipi Duga Čarapa, Kuća Monstrum, Preko ograde i mnogi drugi.   

## Izabrana filmografija
- U sitne sate kao Gail
- Sam u kući kao Kate McCallister
- Sam u kući 2: Izgubljen u New Yorku kao Kate McCallister
- Predbožićna noćna mora kao Sally, Shock
- Kako preživjeti Božić kao Christine Valco
- Niz nesretnih događaja kao Justice Strauss
- Preko ograde kao Penny

## Vanjske poveznice
- Catherine O'Hara u internetskoj bazi filmova IMDb-u (engl.)